# 徐冠巨
徐冠巨（1961年—），浙江萧山人，汉族，浙江传化集团有限公司董事长，中华人民共和国企业家、第十一届全国政协委员。父亲徐传化。

## 生平
担任全国工商联常委、浙江省工商联主席、浙江省政协副主席。2008年，当选第十一届全国政协委员，代表中华全国工商业联合会，分入第二十二组。
2017年6月8日，据《2017胡润慈善榜 （页面存档备份，存于）报道，徐冠巨及其家族以30亿成为中国首善。2018年2月24日，当选为第十三届全国人大代表。